# Хьюм, Кирсти
Кирсти Хьюм (англ. Kirsty Hume; род. 4 сентября 1976 года, Эршир, Шотландия) — шотландская модель. Кирсти была одной из самых высокооплачиваемых моделей в 1990-х годах.

## Карьера
Хьюм участвовала в показах таких брендов, как Dior, Givenchy, Chanel, Lanvin, Yves Saint Laurent, Christian Lacroix,Gianfranco Ferré, Claude Montana, Alexander McQueen, Giorgio Armani, Gianni Versace, Roberto Cavalli, Prada, Calvin Klein, Ralph Lauren, Oscar de la Renta и Donna Karan. Она также часто появлялась на обложках Harper's Bazaar, Vogue, W и других изданий.
В 1996 году Хьюм стала лицом косметики Chanel. Кирсти так же участвовала в показах Victoria's Secret.
После показа Chanel в 1997 году в Париже, Хьюм дала интервью российскому репортеру, в котором призналась, что самое вдохновляющее в её работе — это деньги. В январе 1998 года на Миланском показе мод Кирсти демонстрировала шифоновое платье от Донателлы Версаче.

## Личная жизнь
В 1997 году Хьюм вышла замуж за актёра, Донована Литча. После свадьбы пара объехала весь Бали на своём джипе. Хьюм и Литч отказались от городской жизни и переехали в Вудсток (Нью-Йорк). Хьюм начала изучать живопись и язычество после переезда.
В 2011 году они расстались, а в 2014 развелись. У пары есть дочь, Вайолет Джин Литч (род. 21.03.2004).